# Ghiacciaio Zenith
Il ghiacciaio Zenith è un ghiacciaio lungo circa 10 km situato sulla costa di Oates, nella regione nord-occidentale della Dipendenza di Ross, in Antartide. In particolare, il ghiacciaio, il cui punto più alto si trova a circa 1800 m s.l.m., ha origine nei colli Crown, nella zona centro-meridionale dei monti Bowers, e da qui fluisce verso sud, a partire dal picco Half Black, scorrendo poco a ovest del ghiacciaio Johnstone, fino ad arrivare nel passo Sander.

## Storia
Il ghiacciaio Zenith è stato mappato da membri dello United States Geological Survey grazie a fotografie scattate durante ricognizioni aeree effettuate dalla marina militare statunitense nel periodo 1960-62, ed è stato poi così battezzato dai membri della spedizione neozelandese di ricognizione geologica nella Terra della Regina Vittoria settentrionale svolta nel 1967-68, in virtù del fatto che il ghiacciaio è un'area ricca di importanti affioramenti geologici e perché dalla sua cima si può godere di un'impressionante vista di gran parte della catena delle montagne di Bowers.